# Diego Vargas (bispo)
Diego Vargas (falecido em outubro de 1633) foi um prelado católico romano que serviu como bispo de Potenza (1626–1633).

## Biografia
No dia 20 de julho de 1626, Diego Vargas foi nomeado pelo Papa Urbano VIII como Bispo de Potenza. Vargas serviu como Bispo de Potenza até à sua morte em outubro de 1633.